# Russula subsect. Rubrinae
Russula subsect. Rubrinae ist eine Untersektion aus der Gattung der Täublinge (Russula), die innerhalb der Sektion Rigidae steht. Die Untersektion (lateinisch subsectio) wurde ursprünglich von Rolf Singer definiert. Die Typart ist Russula rubra, der Scharfe Zinnober-Täubling. Auch Romagnesi verwendet die Untersektion Rubrinae in seiner Systematik, allerdings steht sie bei ihm innerhalb der Sektion Russula und enthält mit Russula rubra nur eine einzige Art.

## Merkmale
Bei den Vertretern der Untersektion handelt es sich um mittelgroße, nicht sehr festfleischige Täublinge. Oft ist das scharf bis sehr scharf schmeckende Fleisch ziemlich brüchig. Die Hüte sind meist dominierend rot oder rosa-rot gefärbt und die Huthaut ist matt und oft bereift. Sie lässt sich mehr oder weniger weit abziehen und bricht am Rand niemals schuppig auf. Die Stiele sind immer weiß und das Sporenpulver ist ockergelb (III-IV) gefärbt.
Die Huthaut (Epicutis) enthält mehr oder weniger inkrustierte und säurefeste Pileozystiden, deren Inhalt sich meist mit Sulfobenzaldehyd oder Sulfovanillin anfärben lässt. Auch die Hymenialzystiden sind in Sulfovanillin anfärbbar.
| Deutscher Artname            | Wissenschaftlicher Artname | Autor          |
| ---------------------------- | -------------------------- | -------------- |
| Scharfer Zinnober-Täubling   | Russula rubra              | Fr. (1838)     |
| Gelbblättriger Spei-Täubling | Russula rutila             | Romagn. (1952) |